# كابتن مافريك
الكابتن بيت "مافريك" ميتشل هو شخصية خيالية وطيار البحرية الأمريكية والبطل الرئيسي في أفلام توب غان وتوب غان: مافريك.